# Teufenbach
Teufenbach is een plaats en voormalige gemeente in de Oostenrijkse deelstaat Stiermarken. Het is sinds 2015 en ortschaft van de gemeente Teufenbach-Katsch in het district Murau.
De gemeente Teufenbach telde op 31 oktober 2013 697 inwoners. In 2015 fuseerde ze met Frojach-Katsch, waarbij de gemeente Teufenbach-Katsch tot stand kwam.
Stadsgemeenten:
Murau ·
Oberwölz

Marktgemeenten:
Mühlen ·
Neumarkt in der Steiermark ·
Sankt Lambrecht ·
Sankt Peter am Kammersberg
Scheifling ·

Overige gemeenten:
Krakau ·
Niederwölz ·
Ranten ·
Sankt Georgen am Kreischberg ·
Schöder ·
Stadl-Predlitz ·
Teufenbach-Katsch
- Gemeinsame Normdatei: 4560419-8
- Library of Congress Control Number: nr97023490
- Virtual International Authority File: 158729831